# Jason Gould
Pour les articles homonymes, voir Gould.
Jason Emanuel Gould (né le 29 décembre 1966) est un acteur américain.

## Biographie

### Vie privée
Jason Gould est le fils de la chanteuse Barbra Streisand et de l'acteur Elliott Gould,. Il est ouvertement homosexuel.

## Filmographie
- 1977 : Up the Sandbox d'Irvin Kershner : le jeune garçon
- 1989 : Un monde pour nous (Say Anything...) de Cameron Crowe : Mike Cameron
- 1989 : Une chance pour tous (Listen to Me) de Douglas Day Stewart : Hinkelstein
- 1991 : Le Prince des marées (The Prince of Tides) de Barbra Streisand : Barnard Woodruff
- 1996 : Subterfuge de Herb Freed (en) : Alfie Slade
- 2000 : Boys Life 3 de Gregory Cooke et David Fourier : Aaron (segment Inside Out)

## Théâtre
- 1997 : The Twilight of the Golds (Arts Theatre, Londres) : David